# 食物浪費

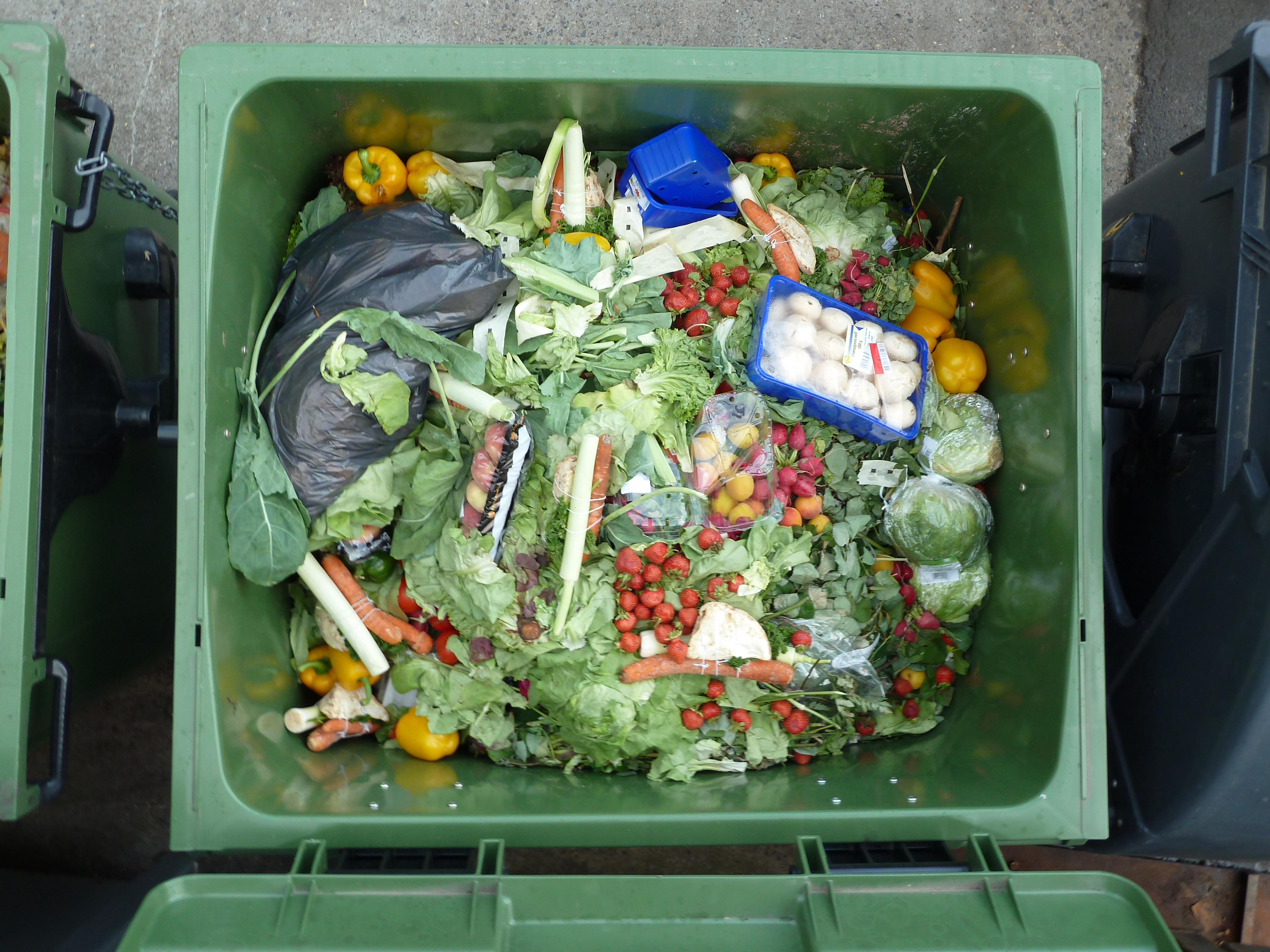
仍舊可食用的食物被棄置於一個位於盧森堡的垃圾子母車中。

食物浪費（Food waste，或稱食物廢棄物、食品廢棄物），亦稱為食物耗損（Food loss）、剩食、廚餘（leftover），意指被丟棄、損失、或沒被吃完的食物。
根據英國的機械工程學院（IME）的研究，2013年全球有一半的食物被浪費掉 。浪費與損耗發生在食品供應鏈的所有階段。在低所得國家，大部份的耗損是在生產的階段發生；而在已開發國家，則最多的浪費發生在消費食物的階段——平均每年每人會浪費100公斤左右的食物。

## 原因
造成食物浪費或耗損的原因很多，可能從生產食物、加工食物、零售食物、或消費食物的各個階段裡頭發生。

## 程度

### 全球
根據英國機械工程學院（IME）的研究，2013年全球有一半的食物被浪費掉 。浪費與損耗發生在食品供應鏈的所有階段。在低所得國家，大部份的耗損是在生產的階段發生；而在已開發國家，則最多的浪費發生在消費食物的階段——平均每年每人會浪費100公斤左右的食物。

## 中国大陆
2020年8月11日，中共中央總書記習近平下達了一則“制止餐饮浪费”的指示，習近平要求要坚决制止餐饮浪费行为，在全社会营造“浪费可耻、节约为荣”的氛围。此後中華人民共和國官媒開始加大宣傳，中國大陸各地陸續跟進響應。

## 相關圖像

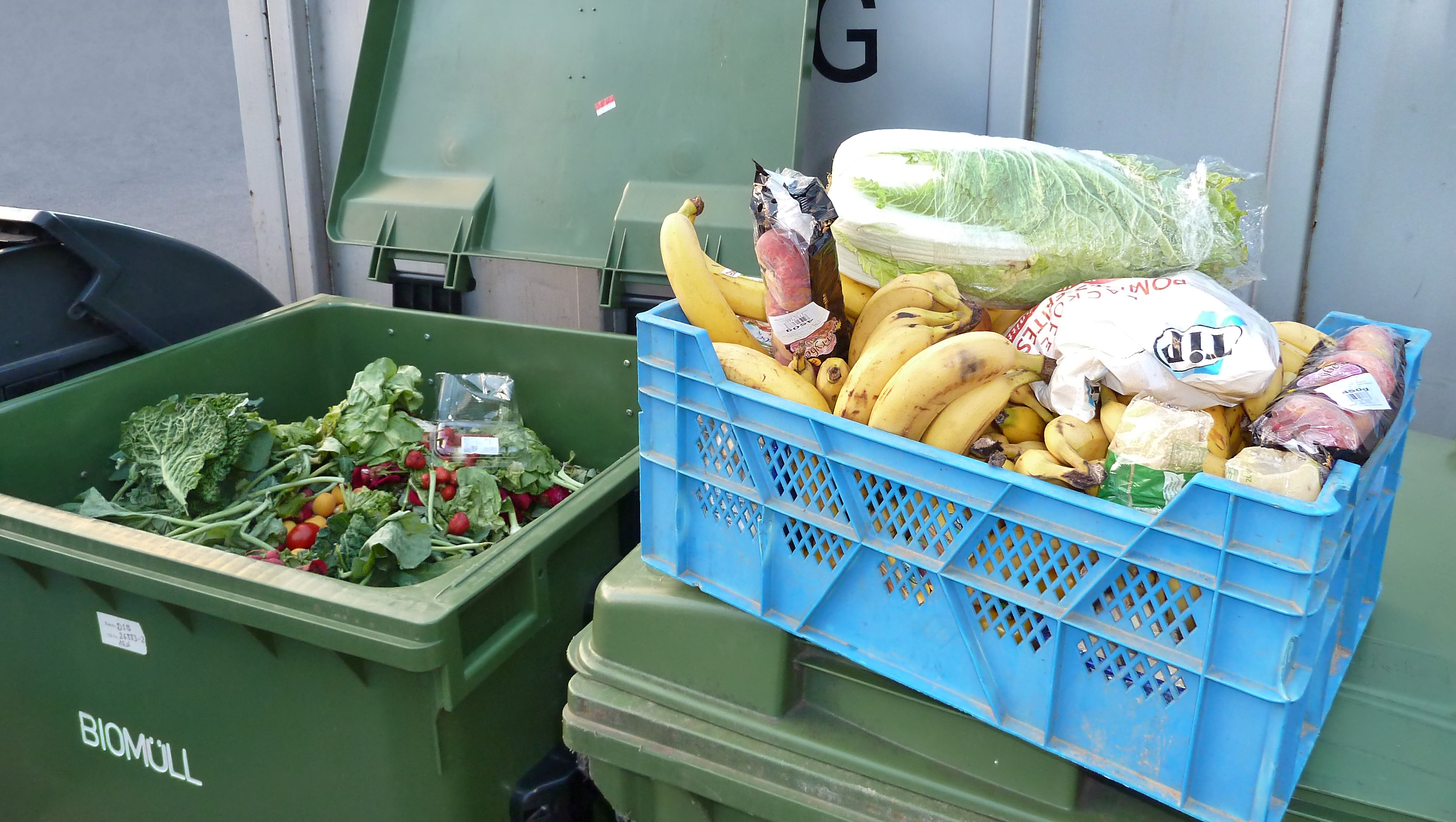
蔬果是常見被丟棄的食品廢棄物。
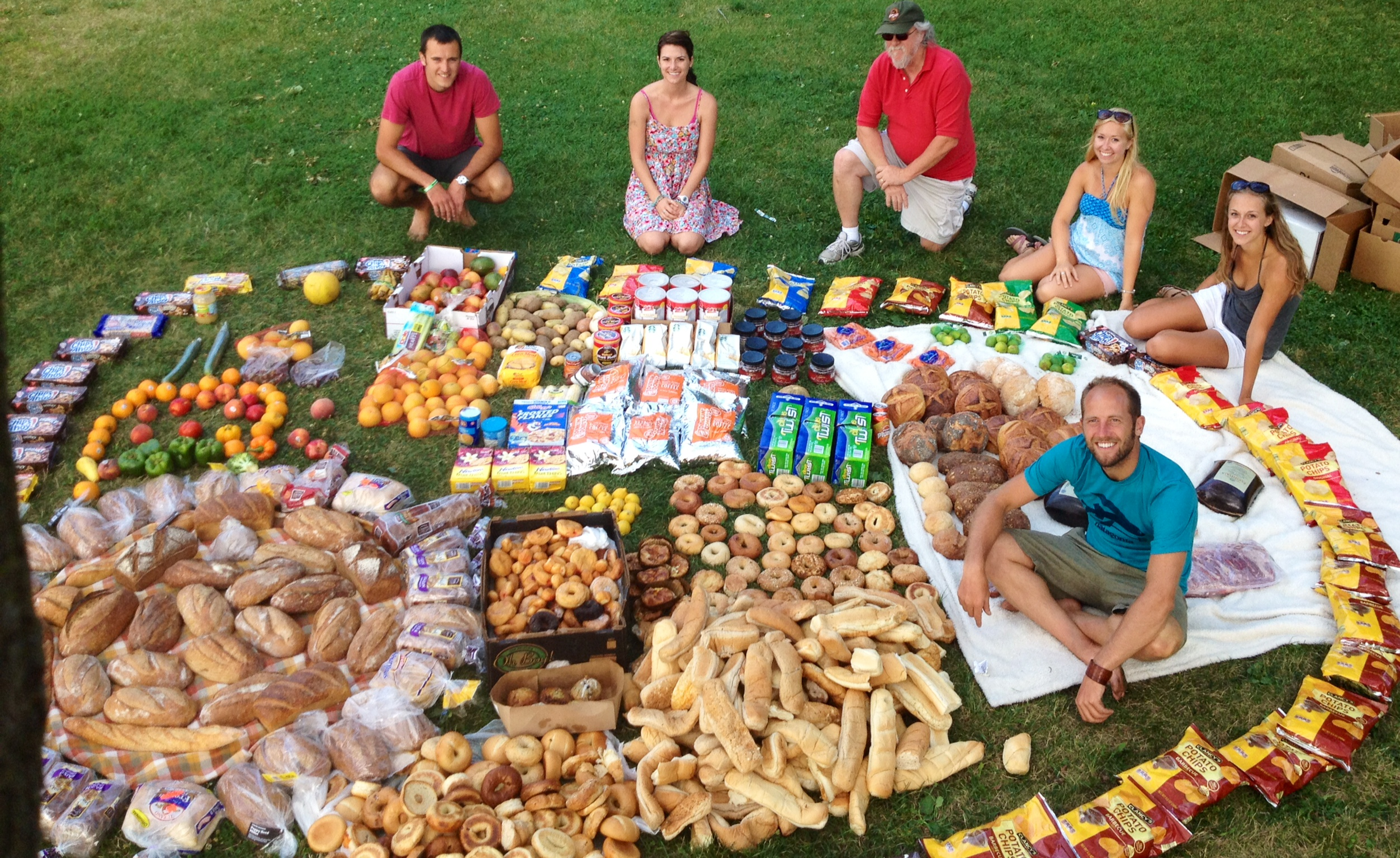
剩食大慘敗（Food Waste Fiasco）：環境運動人士勞勃‧格林菲（英语：Rob Greenfield）將可食用的食物廢棄物蒐集之後展示出來。
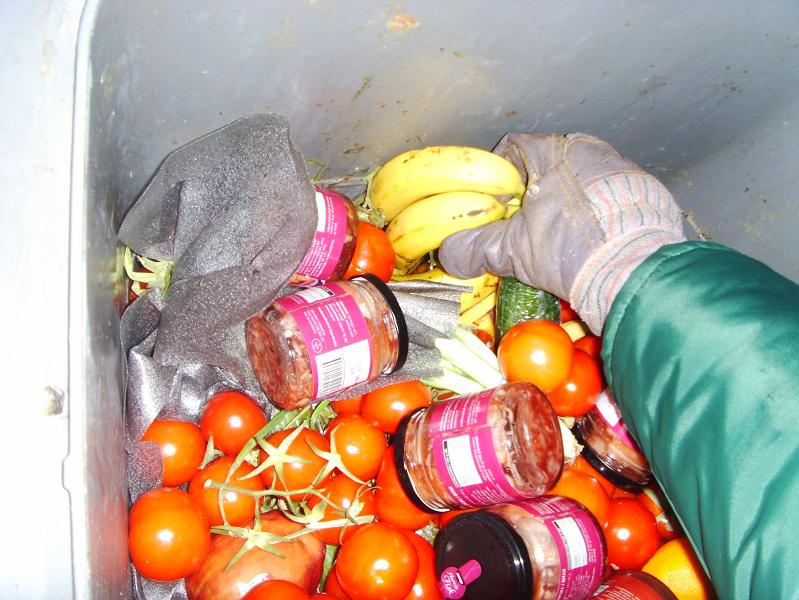
在瑞典斯格哥爾摩一個垃圾箱所翻出的仍可食用之食物廢棄物。
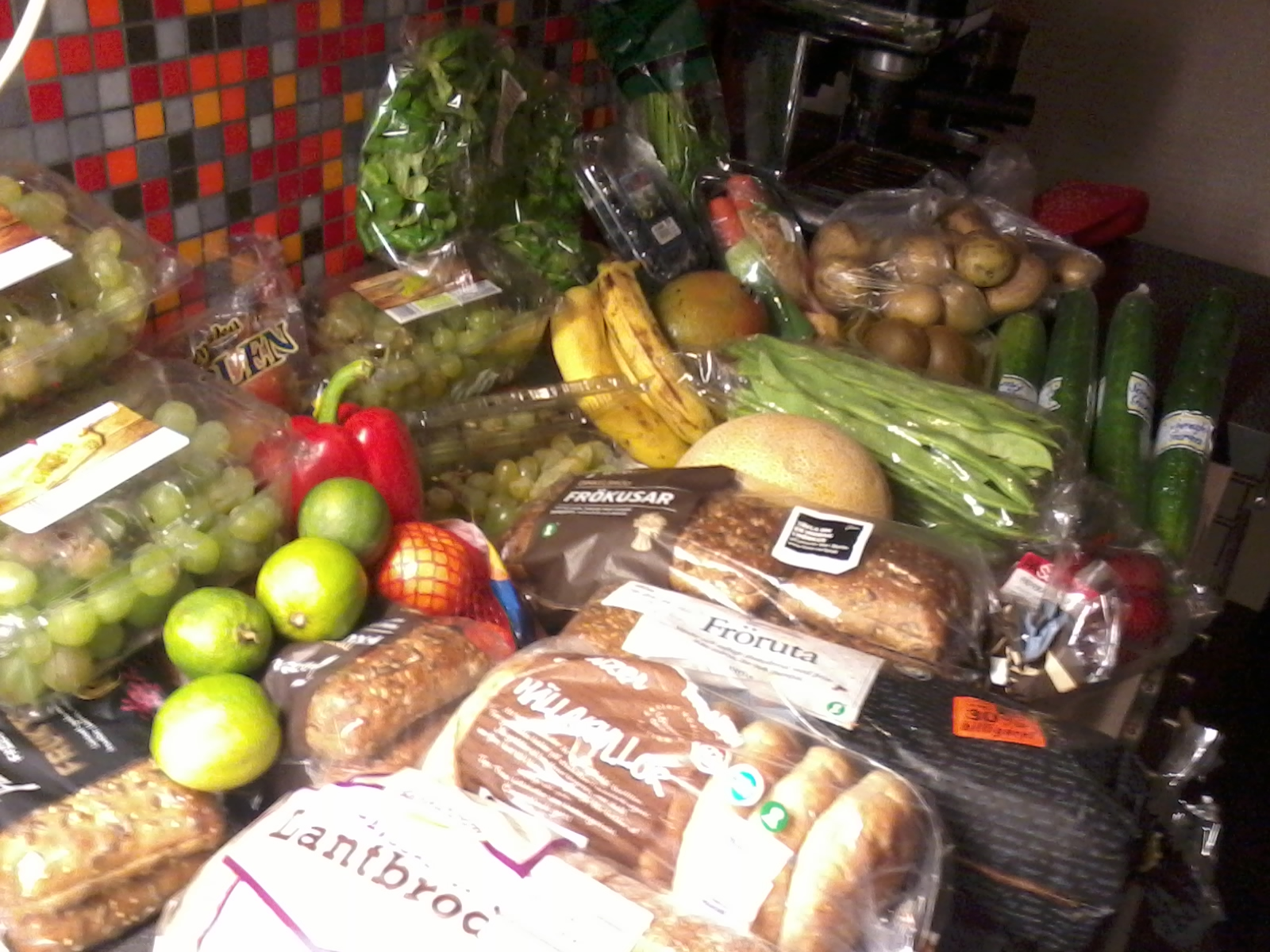
於瑞典林雪坪一個垃圾箱所翻出的仍可食用之食物廢棄物。
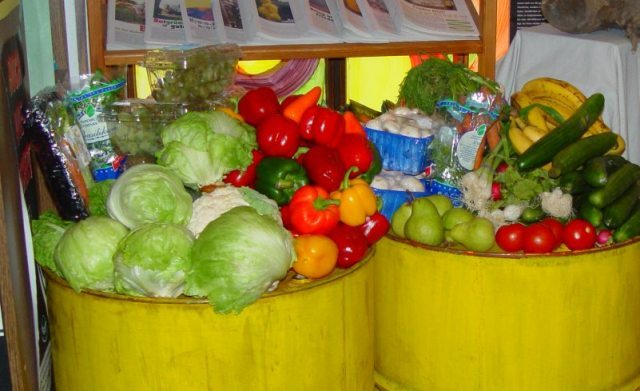
垃圾桶上的過期蔬果。
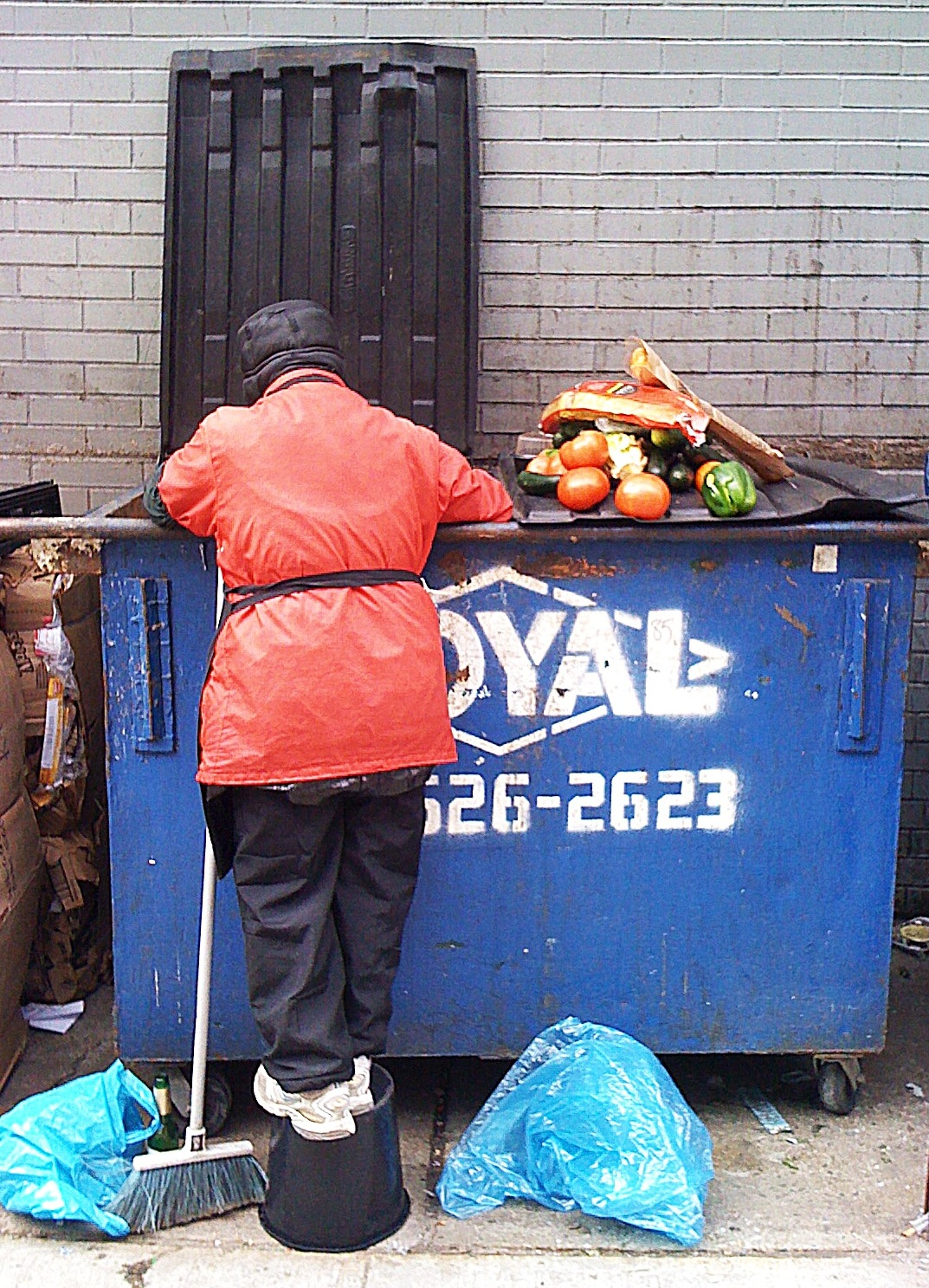
一名垃圾桶尋寶者從垃圾箱翻出可食用之食物廢棄物。
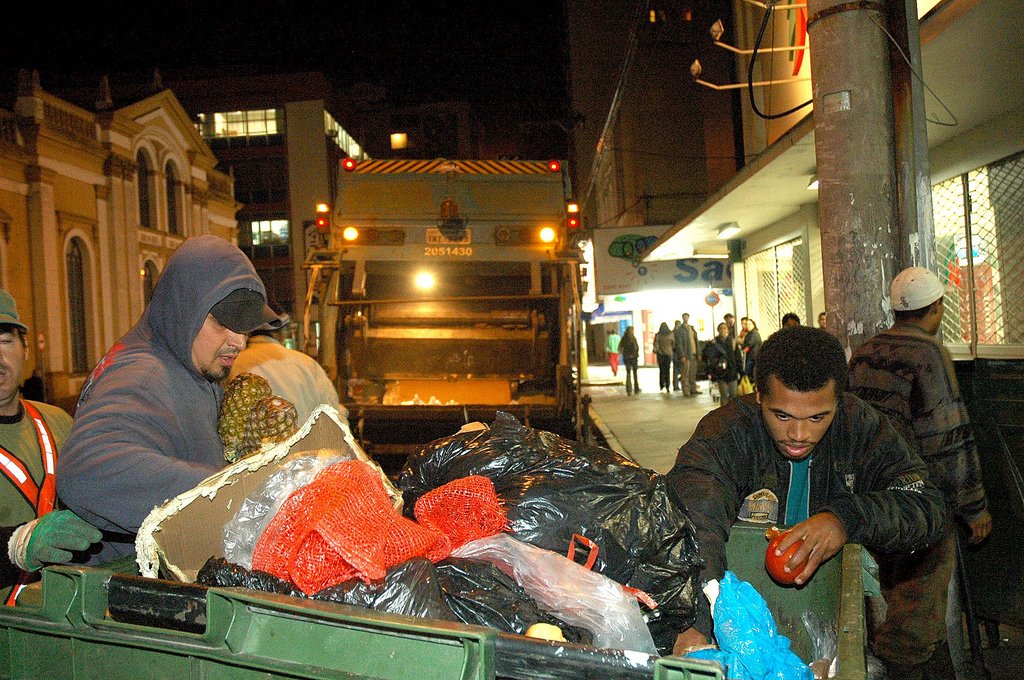
墨西哥，一名遊民與垃圾清潔員在食物廢棄物上產生爭執。
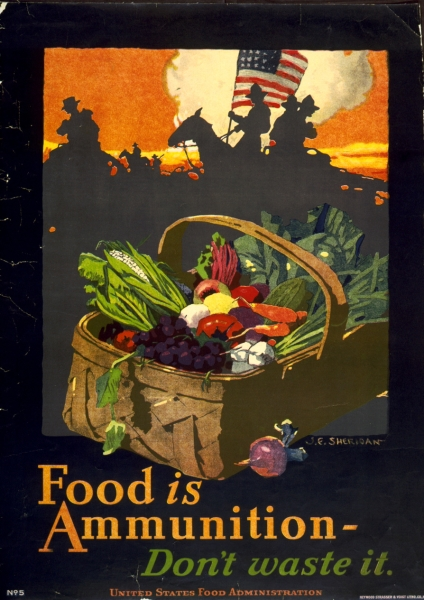
第一次世界大戰海報「食物是彈藥，不要浪費」，籲民眾不要浪費食物。
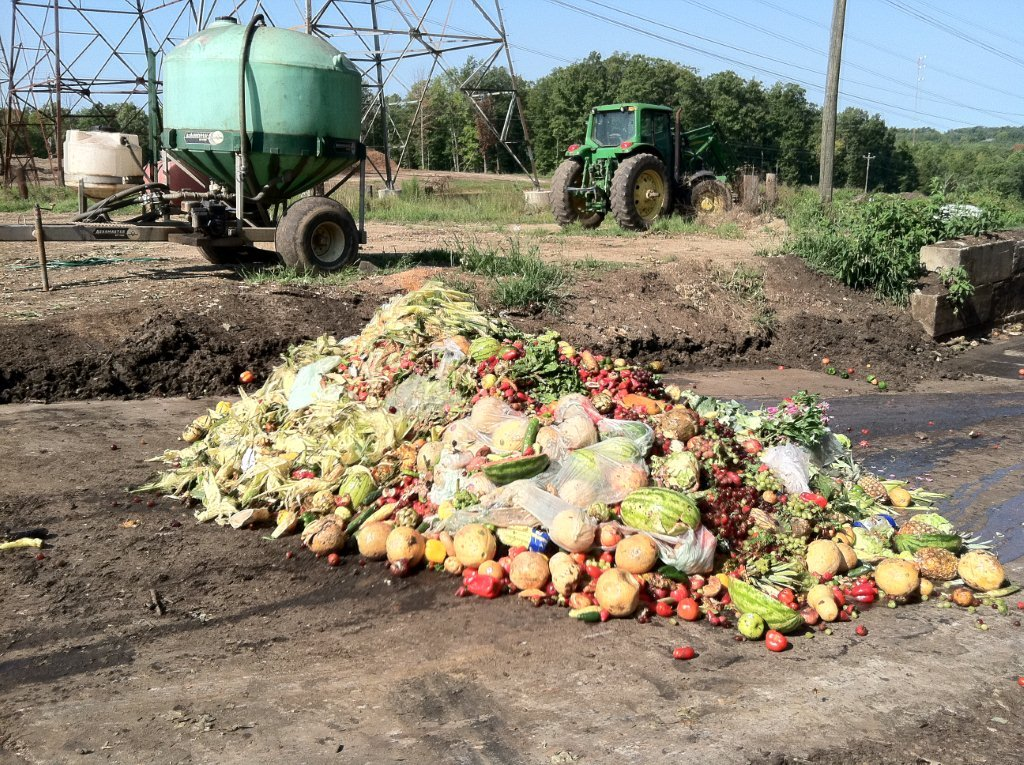
美國國家環境保護局於2012年所發布的食物浪費意象圖
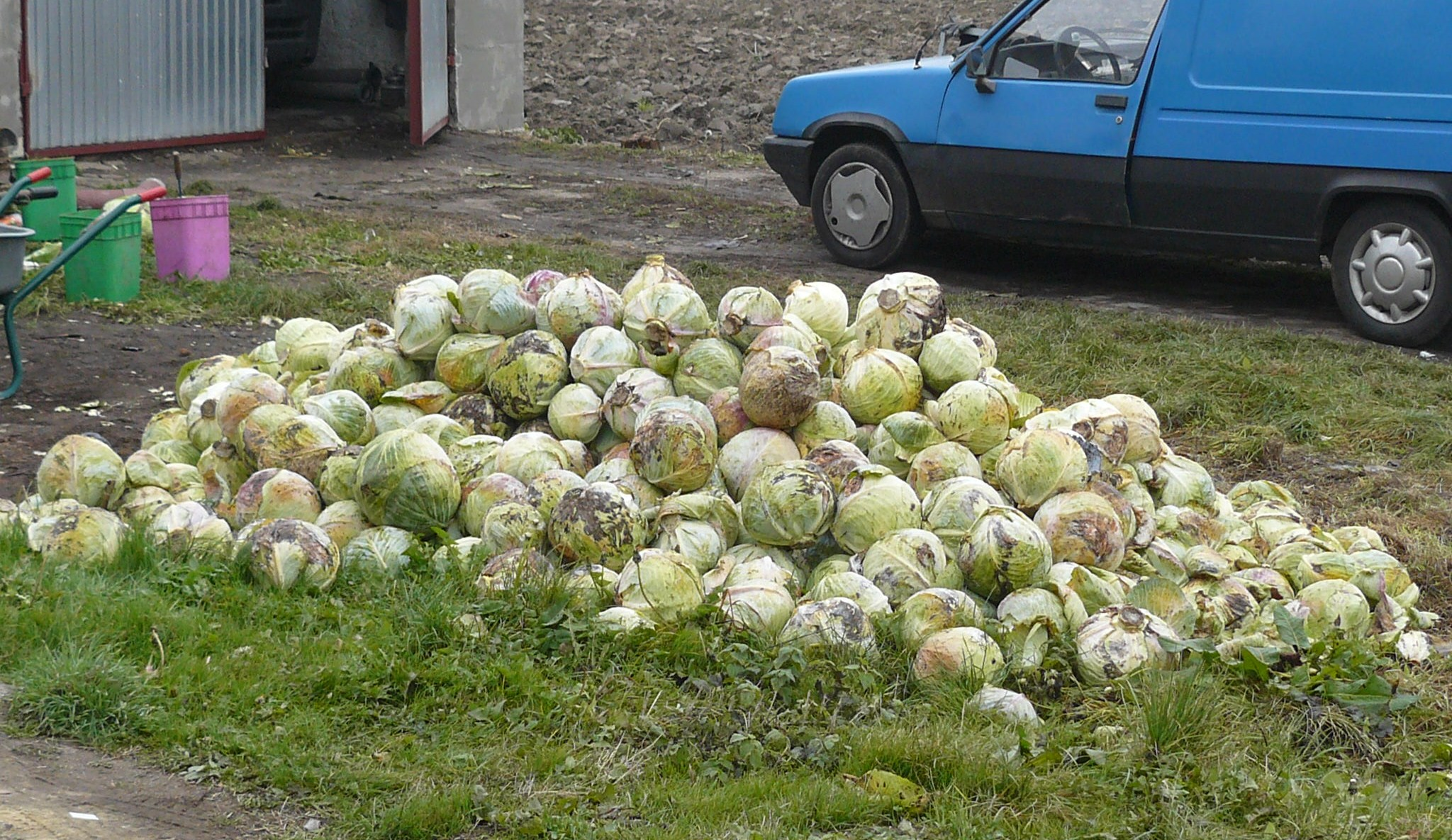
成堆高麗菜太久未被食用而發爛會造成食物浪費。
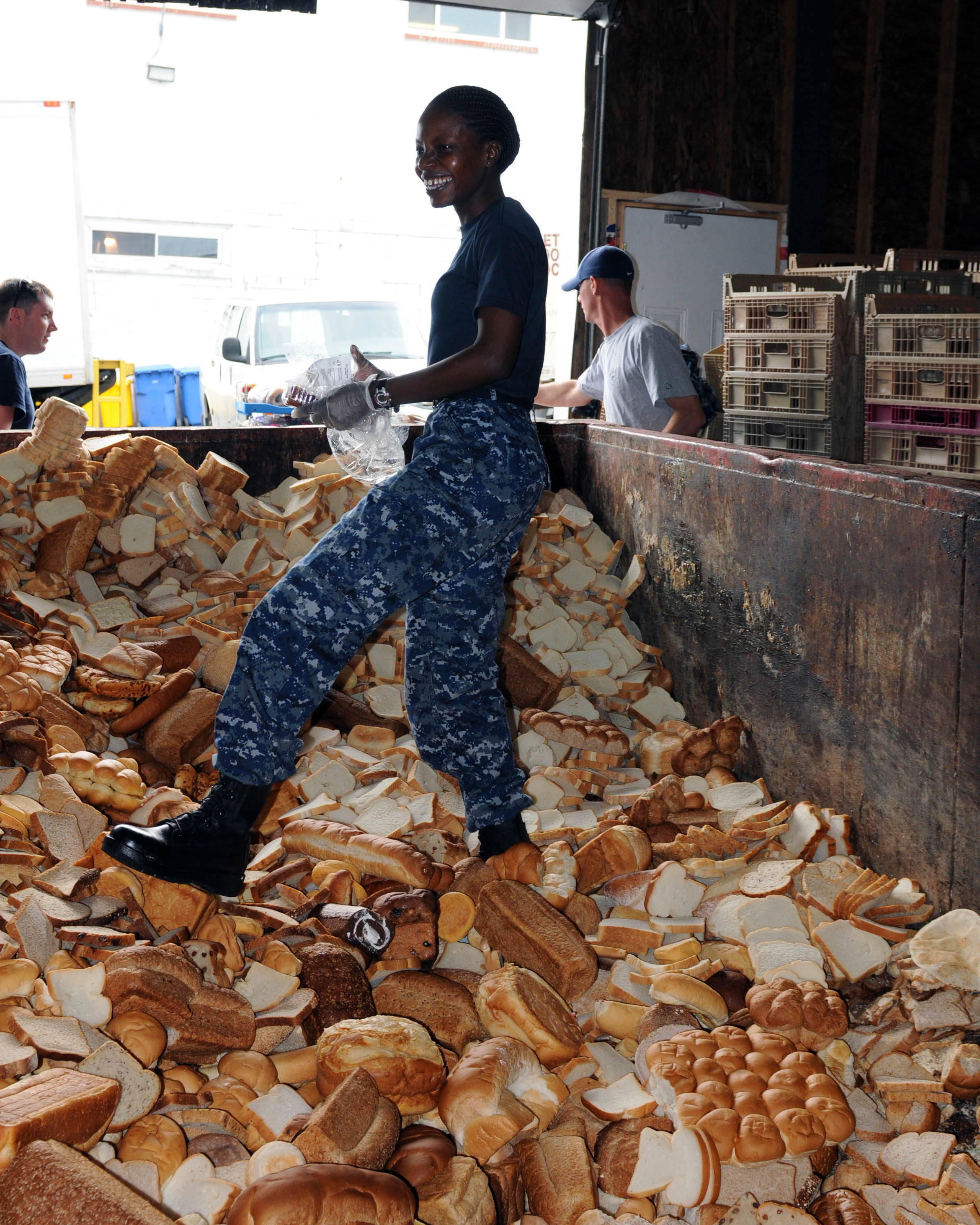
一名美國海軍士兵走過一個滿是過期麵包的垃圾箱。
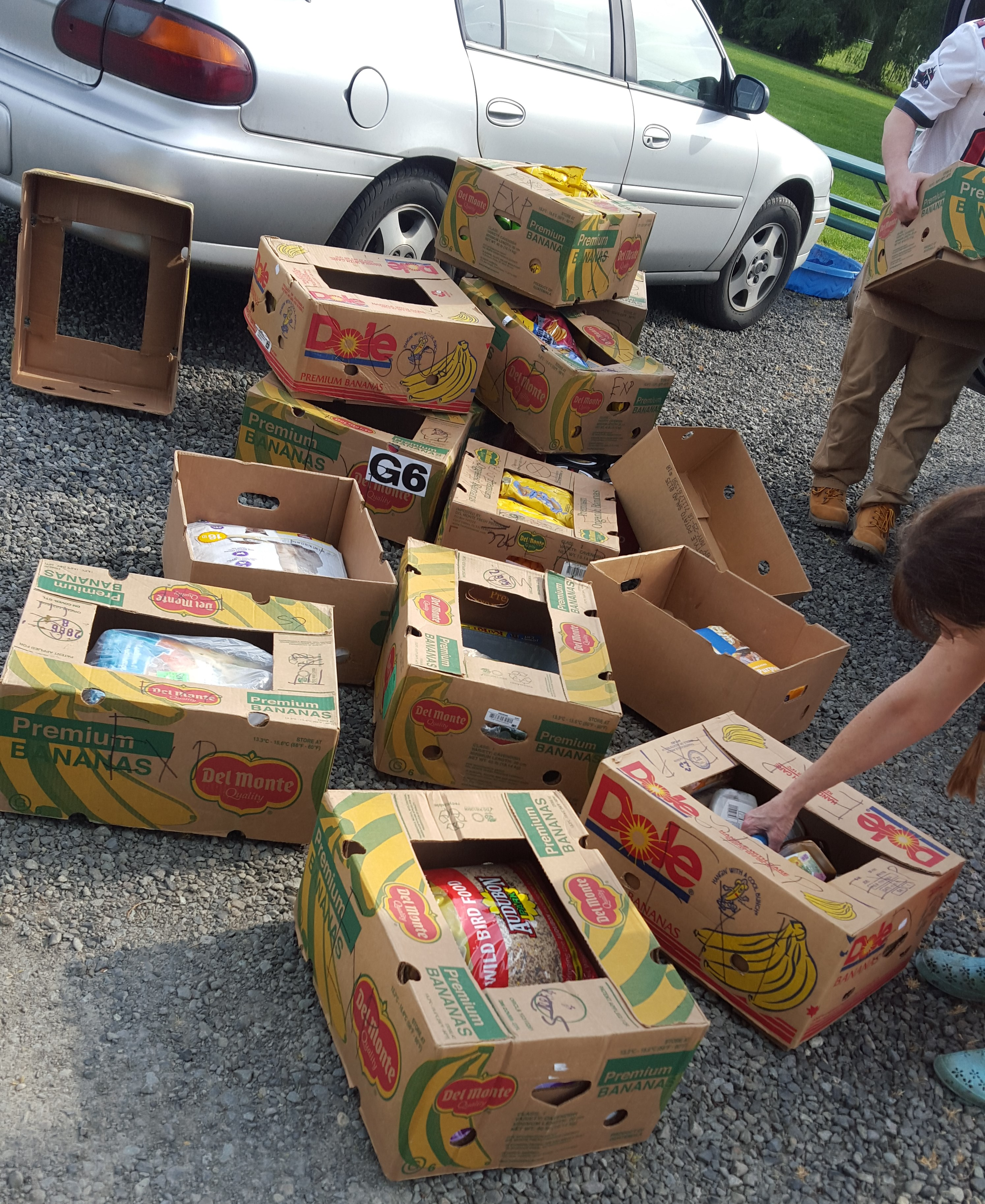
即將送往垃圾箱的過期食品。

## 資料來源
1. 1 2  . Huffington Post. 10 January 2013  [5 February 2013]. （原始内容存档于2018-02-01）. （页面存档备份，存于）
2. 1 2  Gustavsson, J, Cederberg, C & Sonesson, U, 2011, Global Food Losses and Food Waste, Food And Agriculture Organization Of The United Nations, Gothenburg Sweden, available at: http://large.stanford.edu/courses/2012/ph240/briggs1/docs/mb060e00.pdf
3. ↑  Galanakis, Charis M. . San Diego: Elsevier-Academic Press. 2015: 4. ISBN 9780128003510.
4. ↑  . 新華網.   [2020-08-16]. （原始内容存档于2020-12-13）. （页面存档备份，存于）
5. ↑  . 中央社.   [2020-08-16]. （原始内容存档于2020-12-13）. （页面存档备份，存于）
6. ↑  . 中央社.   [2020-08-16]. （原始内容存档于2020-12-13）. （页面存档备份，存于）